# Dune (album L’Arc-en-Ciel)
Dune – pierwszy album zespołu L’Arc-en-Ciel.
Został wydany w limitowanej edycji 10 kwietnia 1993. Regularna edycja, która zawierała dodatkowo utwór Ushinawareta Nagame została wydana 27 kwietnia tego samego roku. 10 maja zespół zajął pierwsze miejsce na liście Oricon indie.
Do promowania swojego albumu zespół wyprodukował teledyski do piosenek Dune, As if in a Dream i Floods of Tears. Ale tylko ten ostatni został wydany jako singel.
21 kwietnia 2004 roku została wydana nowa edycja w związku z 10 rocznicą płyty. Została ona zremasterowana i zawiera dodatkowe 3 utwory.

## Lista utworów
1. Shutting from the Sky – 5:34
2. Voice – 4:53
3. Taste of Love – 5:00
4. Entichers – 4:19
5. Floods of Tears – 6:12
6. Dune – 5:06
7. Be Destined – 4:25
8. Tsuioku no Joukei (追憶の情景) – 6:18
9. As if in a Dream – 5:32
10. Ushinawareta Nagame (失われた眺め) – 3:38
11. Floods of Tears (Single Version) (tylko w wersji rocznicowej) – 5:45
12. Yasouka (夜想花, tylko w wersji rocznicowej) – 5:32
13. Yokan (予感, tylko w wersji rocznicowej) – 5:37

## Twórcy
- Hyde – śpiew
- Ken – gitara
- Tetsu – gitara basowa, wokal wspierający
- Sakura – perkusja
- PERO – perkusja w utworach 11. i 12.
- Kenji Shimizu – keyboard w utworach 11. i 12.